# Distretto di Beni Slimane
Il distretto di Beni Slimane è un distretto della Provincia di Médéa, in Algeria.

## Comuni
Il distretto di Beni Slimane comprende 3 comuni:
- Beni Slimane
- Sidi Errabia
- Bouskene